# Juicio contra Mas, Ortega y Rigau por el 9-N
El juicio contra Mas, Ortega y Rigau por el 9-N (también conocido por el numerónimo 6-F, en referencia a su fecha) fue el juicio convocado el 6 de febrero de 2017 contra el expresidente de la Generalidad de Cataluña Artur Mas, la exvicepresidenta Joana Ortega y la exconsejera de educación Irene Rigau en el Tribunal Superior de Justicia de Cataluña, acusados de desobediencia y prevaricación, por haber organizado la consulta sobre la independencia de Cataluña del 9 de noviembre de 2014, a pesar de la prohibición dictada previamente por el Tribunal Constitucional de España.
Artur Mas fue sentenciado a dos años de inhabilitación para ejercer cargos públicos y Ortega a 21 meses a 18 meses y a multas de entre 24.000 y 36.000 euros, mientras que la acusación por prevaricación fue descartada. Los hechos judiciales se centran en los cinco días que van desde la suspensión acordada por el Tribunal Constitucional, el 4 de noviembre del 2014, hasta la celebración de la jornada participativa, el 9 de noviembre, donde votaron 2,3 millones de personas, el 80,7 % a favor de la independencia. El juez fue Jesús Maria Barrientos.

## Contexto
El juicio se celebró en el contexto del proceso independentista catalán. La semana antes del inicio del juicio dos de los diarios más influyentes de España, El País y El Mundo, habían proclamado el final de la denominada Operación diálogo porque los resultados de los presuntos intentos de iniciar un diálogo con el gobierno de la Generalidad de Cataluña habían sido "escasos" y por eso reclamaron en el gobierno español "una respuesta firme y proporcionada" que no concretaban.
La población catalana se encontraba dividida sobre la independencia de Cataluña, pero en su gran mayoría era partidaria de un referéndum. Una encuesta de finales de diciembre de 2013 mostraba que el 46 % de los catalanes están en contra de la independencia y un 45,3 % están a favor. En el momento de iniciar el juicio faltaban siete meses del previsto Referéndum sobre la independencia de Cataluña del 1 de octubre de 2017, que en esta ocasión, desde la administración catalana, sí que se planteaba como vinculante.
Algunos medios de comunicación, así como políticos como el mismo Mas, se aventuraban a afirmar que el juicio animaría el debate de la autodeterminación. Algunos diarios escoceses como el The National compararon el proceso independentista catalán y el escocés, apuntando el juicio podría "exacerbar las tensiones entre el gobierno central y los independentistas de la región más rica" del Estado.

## Preámbulos

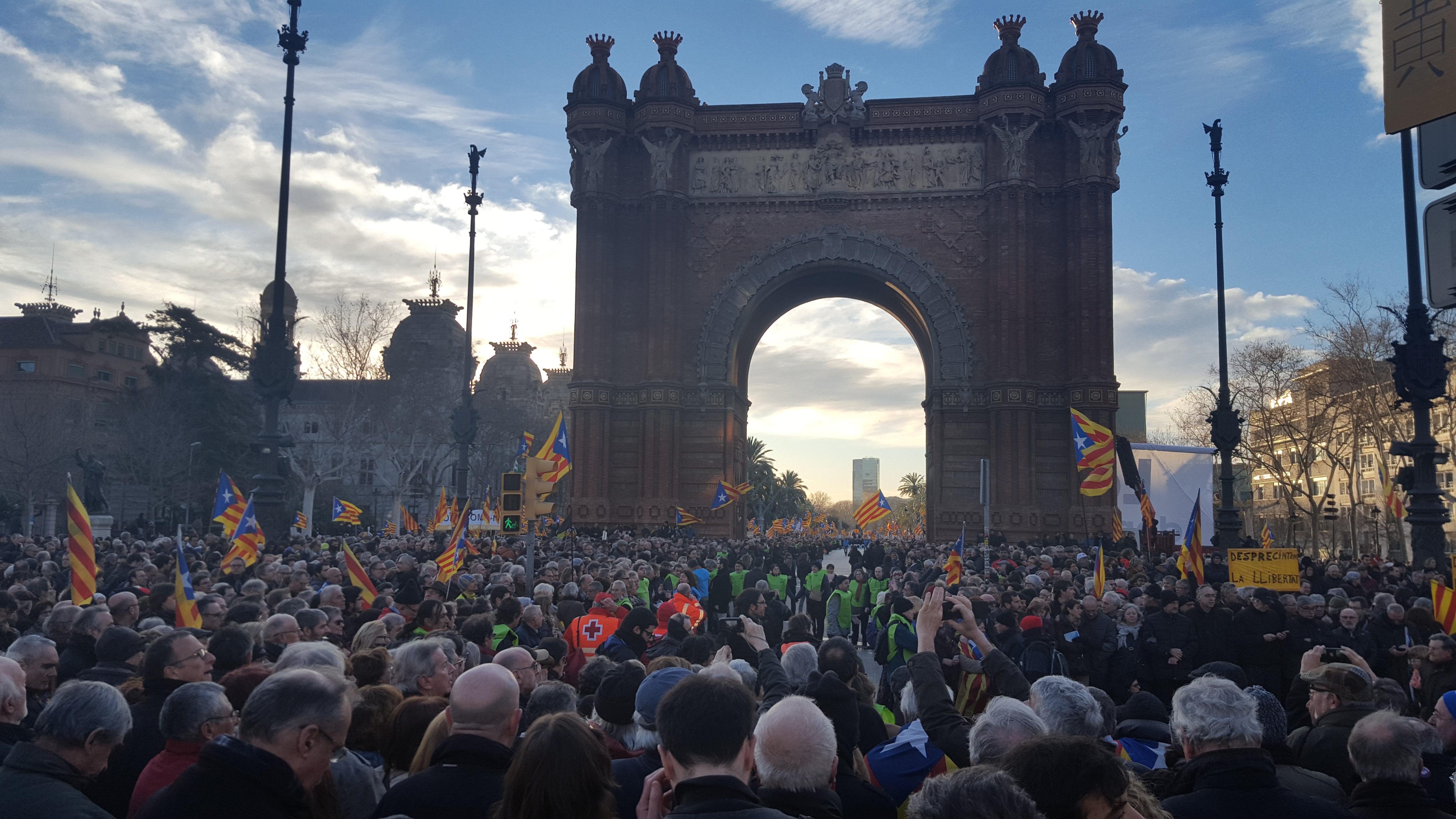
Protestas antes de la celebración del juicio frente al Arco de Triunfo (Barcelona).

El 4 de noviembre del 2014 el Tribunal Constitucional de España admitió a trámite el segundo recurso del gobierno español contra la celebración de la consulta. No obstante, tal como estaba previsto, la consulta se celebró el 9 de noviembre del 2014. Doce días después, el 21 de noviembre, el fiscal superior de Cataluña, José María Romero de Tejada, por orden del fiscal general del Estado Eduardo Torres-Dulce, presentó una querella contra Mas, Ortega y Rigau por desobediencia, prevaricación y malversación. Torres Dulce dimitiría tres semanas después, el 18 de diciembre, por discrepancias con el gobierno español, que consideraba que la querella se tenía que haber impulsado antes. El 22 de diciembre del 2014, el juez del caso, Joan Manel Abril, decide investigar el 9N y tramitar la querella.
El 13 de octubre del 2015 Ortega y Rigau declararon como investigadas, y el 15 del mismo mes lo hizo Mas. El 2 de febrero del 2016 la fiscalía pidió investigar también el exconsejero Francesc Homs. El 28 de junio del 2016 la investigación llega al final excluyendo la malversación, pero manteniendo la acusación de desobediencia y prevaricación. El 15 de diciembre del 2016 el tribunal desestima los escritos de la defensa y el 23 de diciembre fija las fechas del juicio, que se celebró del 6 al 10 de febrero de 2017.

## Juicio

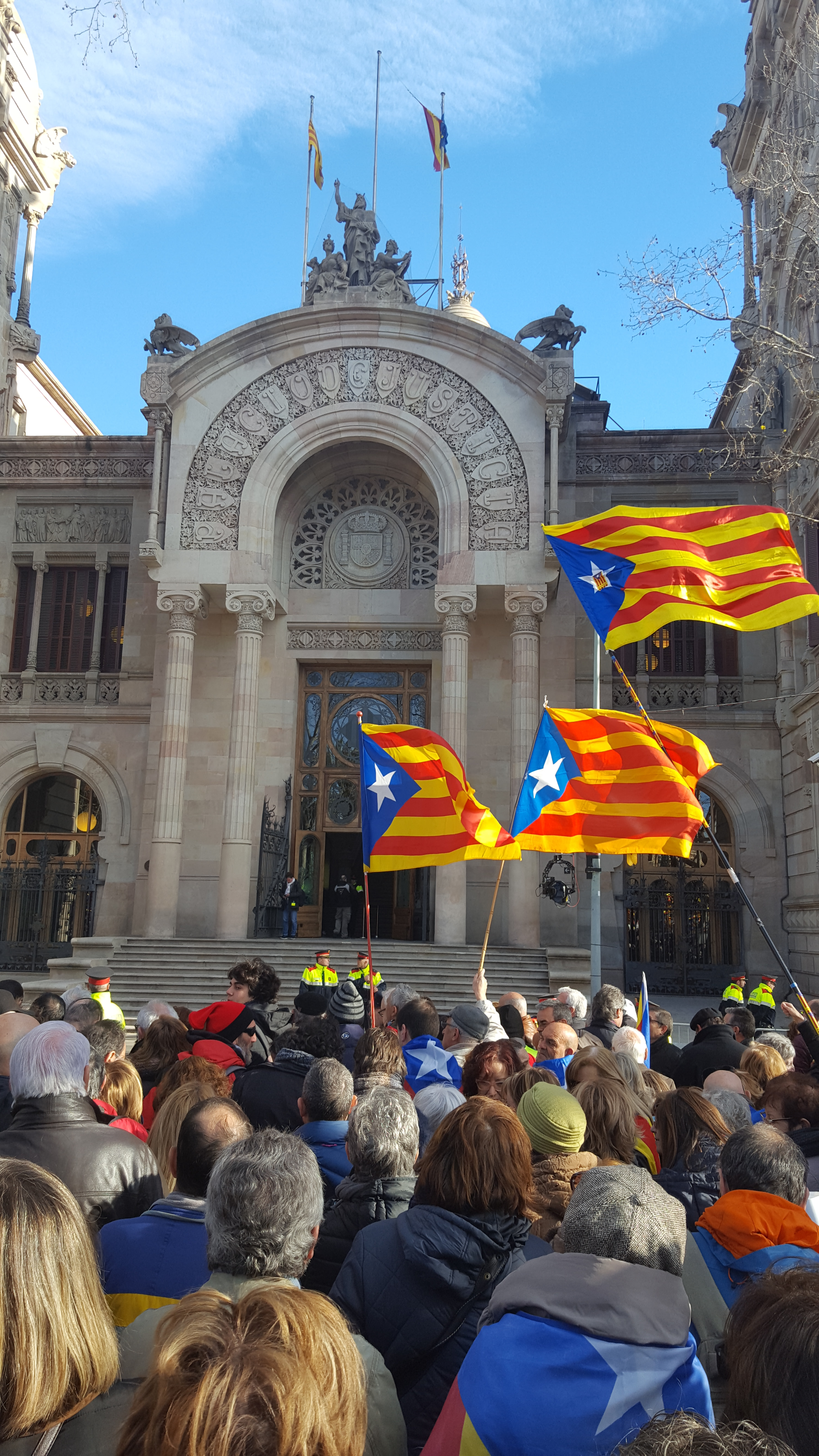
Protestas delante del TSJC donde se celebraba el juicio. (Barcelona, 2017)

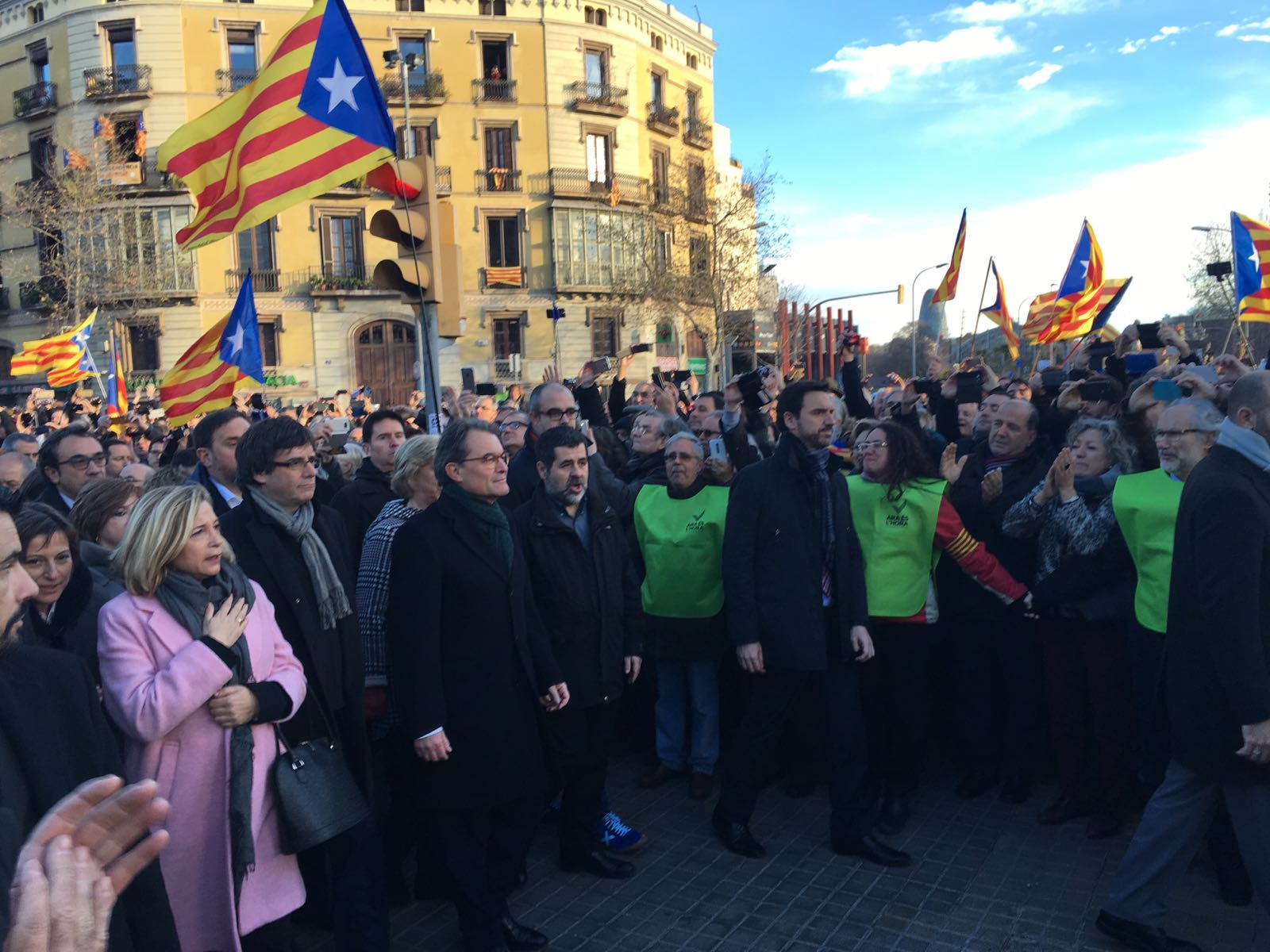
Mas, Ortega y Rigau acompañados por una multitud de independentistas en su recorrido entre el Palacio de la Generalidad y el Palacio de Justicia.

El juicio comenzó el 6 de febrero de 2017 con el interrogatorio del juez a los tres investigados. Ese mismo día, el presidente Carles Puigdemont hizo una breve declaración institucional en el Palacio de la Generalidad de Cataluña y después los tres encausados salieron andando del mismo Palau, para desplazarse a pie hasta la sede del juicio, el TSJC del Paseo de Lluís Companys. Durante el recorrido contaron con el apoyo de unas 40.000 personas, según la Guardia Urbana de Barcelona, algunas de las cuales llegaron con los 168 autocares desplazados desde varios lugares de Cataluña. Durante el trayecto se pararon en el Fossar de les Moreres, donde están enterrados los mártires del 1714 y donde cantaron Los Segadores, el himno de Cataluña.
Durante el interrogatorio del día 6, Artur Mas declaró que la iniciativa política de la consulta había sido suya. Tal como también hizo Ortega y Rigau, pusieron de relieve la participación de voluntarios en la organización de la consulta. Mas defendió que la consulta se realizó para conocer la opinión de los ciudadanos de una manera legal y no vinculante. Durante el juicio fueron acreditados un total de 342 periodistas, fotógrafos, cámaras y técnicos de 70 medios de comunicación, siete de ellos extranjeros.
El 7 de febrero la fiscalía empezó a interrogar a los testigos. Los primeros fueron los inspectores de enseñanza y la directora de un instituto de Hospitalet de Llobregat que se negó a dar las llaves del centro para la celebración de la consulta, que dijo que había recibido presiones. El miércoles, el exconsejero Francesc Homs defendió que el 9-N era legal y acusó al gobierno español de actuar con "abuso de derecho".
El jueves 9 de febrero los interrogados fueron 5 de los 45.000 voluntarios, y el jefe de comunicación de Ortega, Carles Fernández. También declararon dos agentes de la Guardia Civil que dijeron que no habían tenido acceso al software y que se actualizó la web después de la prohibición. El mismo jueves se hizo público que los fiscales Francisco Bañeres y Emilio Sánchez Ulled habían elevado las conclusiones provisionales a definitivas, reclamando 10 años de inhabilitación para Mas por los delitos de desobediencia y prevaricación y 9 años para las "cooperadoras necesarias" Ortega y Rigau. Las defensas también mantuvieron que Mas, Ortega y Rigau no cometieron ningún delito porque, a partir del 4 de noviembre, lo dejaron todo en manos de los voluntarios.
El último día del juicio empezó con el informe de la acusación, en el que el fiscal Emilio Sánchez Ulled defendió que el juicio no era político, sino que se trataba de un hecho de desobediencia al mandato del Tribunal Constitucional (TC). Consideró probado que "Mas organizó una estrategia para desobedecer". Sánchez Ulled añadió que la fiscalía no actuó el fin de semana del 9-N porque no estaba probado que la Generalidad de Cataluña estuviese detrás. Al final de su intervención quiso defender la independencia del tribunal asegurando que "este juicio también es democracia. (...) La fiscalía no depende del gobierno. No hemos recibido ninguna instrucción desde el gobierno".
El último día del juicio, los abogados de los acusados insistieron en que no existía delito de desobediencia porque el TC no dio una instrucción expresa de actuación ni resolvió el recurso de aclaración presentada por el gobierno de la Generalidad después de la suspensión del 4 de noviembre. Los tres abogados, Xavier Melero, Rafael Entrena y Jordi Pina lamentaron que este era un juicio político. En sus últimas intervenciones del juicio, Mas dijo que el juicio solo se podía explicar "por el éxito del 9-N" y "porque han querido que alguien pagara" por lo que se consideró un "desafío"; Ortega recordó aquello que le había dicho el expresidente portugués Mario Soares: "Cataluña acabará siendo aquello que quieran los catalanes", y Rigau dijo: "No me depuró el franquismo y me puede inhabilitar la democracia al final de mi trayectoria?". El juicio quedó entonces visto para sentencia.

## Consecuencias

### Reacciones al juicio
Durante el juicio, el gobierno catalán denunció la politización de la justicia mientras el gobierno español defendió la existencia de la división de poderes. El presidente de la Generalidad entonces, Carles Puigdemont, afirmó desde el Parlamento que "la democracia española ha enfermado". Al final del juicio, el ministro portavoz Íñigo Méndez de Vigo, afirmó que "en España la justicia es independiente".
Durante los días del juicio no hubo muchas salidas de tono. Quizás una de las más sonadas fue la del expresidente del parlamento español José Bono que admitió que el 2006 había dimitido como ministro de Defensa porque estaba en contra del Estatuto, y tildó "el movimiento secesionista" de "planteamiento rancio y egoísta". El portavoz del Partido Popular en el Parlamento Europeo, Esteban González Pons, durante el 18 congreso del PP que empezó el día que acababa el juicio, hizo un discurso fuertemente nacionalista español en el que acusó al presidente Puigdemont de parecerse a la líder del Frente Nacional, Marine Le Pen, y a los populismos "que amenazan la paz" porque "votar para excluir, romper y fustigar a quienes votan diferente también es una dictadura".
El hecho en el que coincidieron tanto políticos catalanes, españoles y líderes europeos que opinaron sobre el juicio fue la necesidad de diálogo, a pesar de que nadie concretó de que manera se iba a llevar a cabo. Durante el juicio, la vicepresidenta del gobierno español Soraya Sáenz de Santamaría insistió en la predisposición del gobierno del estado en la Operación diálogo. En el mismo sentido se pronunció Puigdemont al final del juicio, cuando dijo que el gobierno español todavía estaba a tiempo de dialogar y sentarse en una mesa política, y no a través de jueces y fiscales.

### Eco internacional
La prensa internacional habló del juicio el primer día de manera significativa. Durante los días siguientes, varios eurodiputados del Parlamento Europeo lamentaron la judicialización del proceso independentista y reclamaron diálogo y una solución política a Madrid. Fue el caso de Csaba Sógor, del Partido Popular Europeo; Ana Gomas, socialdemócrata portuguesa; Ivan Jakovcic, liberal; Mark Demesmaeker, del grupo conservador y reformista europeo; Ska Keller, de los Verdes, y Marisa Matias, de la Izquierda Unitaria.
El secretario parlamentario del ministro de Asuntos Exteriores canadiense Matt DeCourcey dijo en nombre del gobierno del Canadá que "los derechos humanos, [enentre los cuales incluyó de manera implícita lo de autodeterminación], tienen que ser respetados en todos los casos, sin excepción". Por este motivo afirmó en el parlamento de Ottawa hará saber al gobierno español, en relación con el juicio, que los derechos democráticos tienen que ser respetados en todo el mundo. Unos días después, quince diputados del parlamento suizo se mostraron dispuestos a hablar de ‘democracia directa’ con España en relación con la situación política de Cataluña.